# Palazzo Baroncini
Palazzo Baroncini, già Martini Bernardi, è un edificio di Firenze, situato in via Ghibellina 121. Il palazzo (come "Martini Bernardi") appare nell'elenco redatto nel 1901 dalla Direzione Generale delle Antichità e Belle Arti, quale edificio monumentale da considerare patrimonio artistico nazionale.

## Storia e descrizione
Ai primi del Quattrocento esisteva in questo luogo un palazzo dei Torelli di Prato che, nel 1496, passò di proprietà ai Soderini. Successivamente la letteratura segnala proprietà dei Bausi, dei Tucci, dei Peruzzi, dei Palmerini e degli Alamanni. Secondo le ricerche di Marcello Jacorossi, «...nel 1731 pervenne ai Baroncini che lo ridussero, più tardi, alla forma presente. Ai primi dell'Ottocento era dei Gondi». 

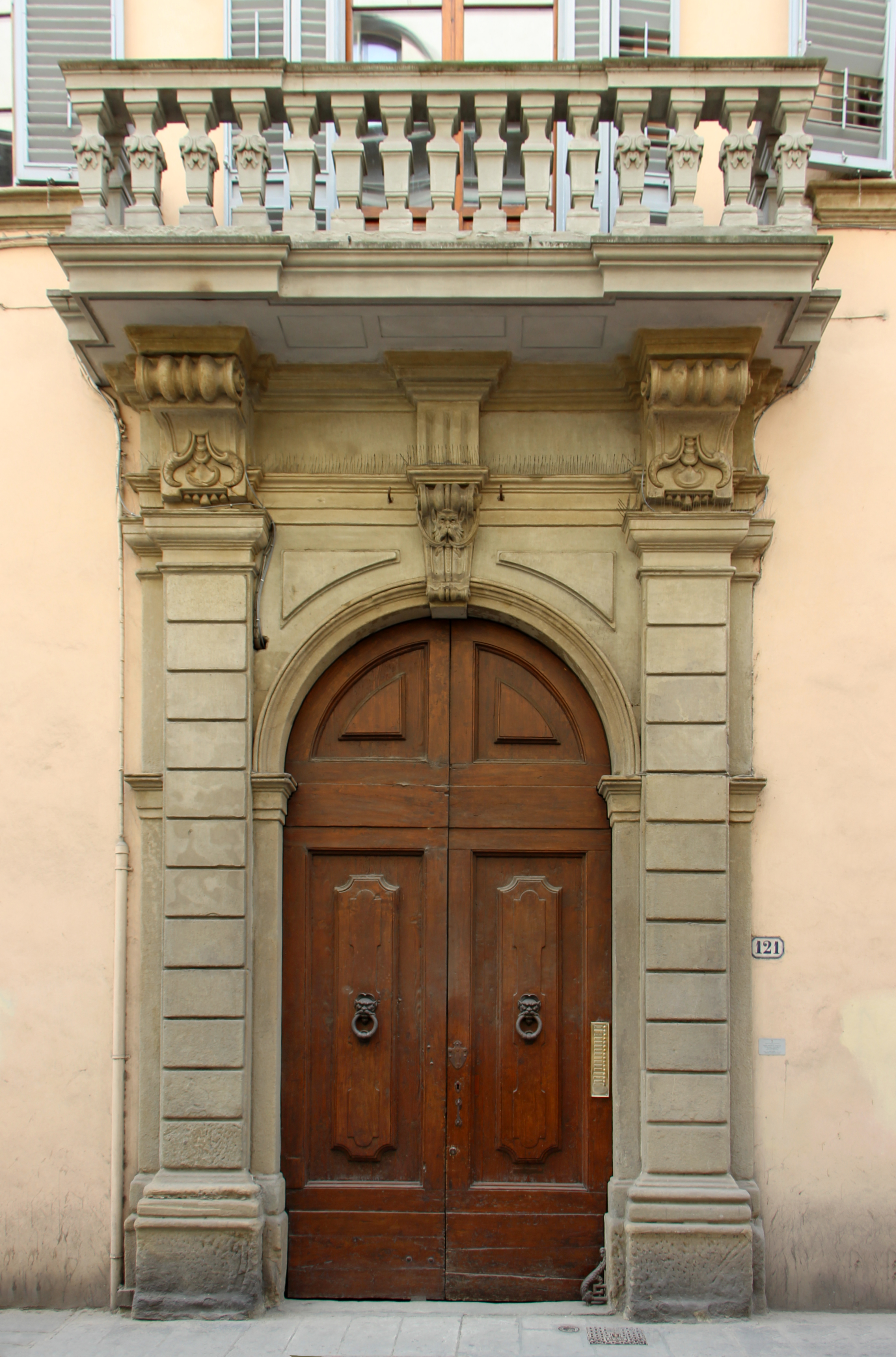
Il portale e il terrazzino

Di belle forme, presenta un disegno che è stato avvicinato allo stile di Giovanni Battista Foggini. Walther Limburger, che invece lo riferisce alla maniera di Gherardo Silvani (che ricordiamo attivo nel prospiciente palazzo Salviati ora Borghese), segnala all'interno un bel cortile del Trecento. Recentemente Francesca Carrara ha riferito il disegno della facciata, questa volta affidandosi a basi documentarie, a Bernardino Ciurini. "Il portale a tutto sesto è incorniciato da due pilastri a sostegno del sovrastante terrazzino balaustrato tramite due eleganti mensole, mentre al centro sorride enigmatico un grottesco a rilievo; ai lati si aprono simmetricamente due grandi finestre inginocchiate, decorate con rilievi e coronate da timpano triangolare. Due ordini di finestre e mezzanino terminale scandiscono superiormente la facciata, le cinque del piano nobile con timpano alternato semicircolare e triangolare, quelle del secondo piano a cornice semplice con cappello a rilievo; il cornicione presenta eleganti mensole accoppiate, entro cui si aprono le piccole finestre del mezzanino superiore. All'interno il grande arcone nel cortile poggia su pilastri esagonali, con capitelli fitomorfi databili al '400, mentre la scala, riferibile ai lavori di primo Settecento, è a doppia rampa con muro di spina, voltata a botte con crocierine ai piani" (Francesca Carrara). 
Per quanto riguarda gli interventi conservativi recenti si segnala il restauro delle facciate effettuato nel 2011.